# Forsujące BA
Forsujące BA – brydżowa konwencja licytacyjna opracowana przez amerykańskich graczy Alvina Rotha i Tobiasa Stone’a pod koniec lat 60. XX w. i po raz pierwszy użyta w ich systemie Roth-Stone.
W systemach naturalnych odpowiedź 1BA po otwarciach 1♥i 1♠ jest naturalna i nieforsująca, zazwyczaj pokazuje 6-9PH. Roth i Stone zauważyli, że 1BA jest bardzo rzadko kontraktem ostatecznym, a nawet jeżeli otwierający spasuje na odpowiedź 1BA to kontrakt ten często nie jest optymalny. Zrezygnowali więc z naturalnego znaczenie tej odzywki i włączyli do niej ręce z fitem i siłą różna niż pojedyncze podniesienie. Warto zauważyć, że o ile w nowoczesnych systemach pojedyncze podniesienie pokazuje 7-9PH, a 1BA może zawierać ręce z fitem i siłą ok. 10-12PH, to w oryginalnym systemie „Roth-Stone” pojedyncze podniesienie było bardzo silne (10-12PH) i Forsujące BA zawierało ręce w zakresie 6-9PH lub ponad 13PH.
Forsujące BA używane jest w systemie 2/1 i niektórych systemach polskich.